# 1986年亚洲冬季运动会短道速滑比赛
1986年亚洲冬季运动会短道速滑比赛于1986年3月5日-1986年3月6日在日本札幌美香保体育馆举行，比赛共分8个单项，男女各4个单项。

## 总奖牌榜
*   主办国家/地区（日本）
| 排名                     | 国家 / 地区              | 金牌 | 銀牌 | 銅牌 | 总计 |
| ------------------------ | ------------------------ | ---- | ---- | ---- | ---- |
| 1                        | 日本*                    | 8    | 6    | 1    | 15   |
| 2                        |                          | 0    | 2    | 5    | 7    |
| 3                        |                          | 0    | 0    | 2    | 2    |
| 总计（共3个国家 / 地区） | 总计（共3个国家 / 地区） | 8    | 8    | 8    | 24   |

## 奖牌得主

### 男子
| 項目   | 金牌                   | 金牌    | 银牌                   | 银牌    | 铜牌                 | 铜牌    |
| 500米  | 杉尾宪一 · 日本（JPN） | 47.83   | 河合季信 · 日本（JPN） | 47.84   | 金昌焕 · 朝鲜（PRK） | 48.06   |
| 1000米 | 赤坂雄一 · 日本（JPN） | 1:42.36 | 石原辰义 · 日本（JPN） | 1:42.55 | 金昌焕 · 朝鲜（PRK） | 1:43.02 |
| 1500米 | 河合季信 · 日本（JPN） | 2:37.93 | 石原辰义 · 日本（JPN） | 2:37.98 | 金琪焄 · 韩国（KOR） | 2:38.50 |
| 3000米 | 赤坂雄一 · 日本（JPN） | 5:58.93 | 石原辰义 · 日本（JPN） | 6:00.06 | 罗恩燮 · 韩国（KOR） | 6:04.61 |

### 女子
| 項目   | 金牌                     | 金牌    | 银牌                     | 银牌    | 铜牌                   | 铜牌    |
| 500米  | 狮子井英子 · 日本（JPN） | 51.44   | 山田由美子 · 日本（JPN） | 51.63   | 林贤淑 · 韩国（KOR）   | 52.18   |
| 1000米 | 竹内洋美 · 日本（JPN）   | 1:49.24 | 刘富元 · 韩国（KOR）     | 1:49.26 | 李亨廷 · 韩国（KOR）   | 1:49.63 |
| 1500米 | 木下真理子 · 日本（JPN） | 2:48.14 | 竹内洋美 · 日本（JPN）   | 2:48.33 | 刘富元 · 韩国（KOR）   | 2:48.34 |
| 3000米 | 狮子井英子 · 日本（JPN） | 5:51.02 | 刘富元 · 韩国（KOR）     | 5:51.08 | 竹内洋美 · 日本（JPN） | 5:51.19 |